# National Basketball Association 1955/1956
National Basketball Association 1955/1956 var den 10:e säsongen av den amerikanska proffsligan i basket. Säsongen inleddes den 5 november 1955 och avslutades den 14 mars 1956 efter 288 seriematcher, vilket gjorde att samtliga åtta lagen spelade 72 matcher var.
Lördagen den 7 april 1956 vann Philadelphia Warriors sin andra NBA-titel efter att ha besegrat Fort Wayne Pistons med 4-1 i matcher i en finalserie i bäst av 7 matcher. För första gången i NBA:s historia alternerade finallagen med att ha hemmamatch varannan gång, detta skulle inte hända igen förrän säsongen 1970/1971.
De regerande mästarna Syracuse Nationals var nära att missa slutspelet. Syracuse och New York Knicks hade samma matchkvot och en playoff-match avgjorde vilket av lagen som skulle gå till slutspelet.
All Star-matchen spelades den 24 januari 1956 i Rochester War Memorial Coliseum i Rochester, New York. Western Division vann matchen över Eastern Division med 108-94.
Inför säsongen flyttade Milwaukee Hawks från Milwaukee, Wisconsin till St Louis, Missouri och blev St. Louis Hawks.

## Grundserien
Not: V = Vinster, F = Förluster, PCT = Vinstprocent
- Lag i GRÖN färg till en slutspelserie.
- Lag i RÖD färg har spelat klart för säsongen.

| Lag                   | V  | F  | PCT  |
| --------------------- | -- | -- | ---- |
| Philadelphia Warriors | 45 | 27 | .625 |
| Boston Celtics        | 39 | 33 | .542 |
| Syracuse Nationals    | 35 | 37 | .486 |
| New York Knicks       | 35 | 37 | .486 |

| Lag                | V  | F  | PCT  |
| ------------------ | -- | -- | ---- |
| Fort Wayne Pistons | 37 | 35 | .514 |
| Minneapolis Lakers | 33 | 39 | .458 |
| St. Louis Hawks    | 33 | 39 | .458 |
| Rochester Royals   | 31 | 41 | .431 |

## Slutspelet
De tre bästa lagen i den östra och västra division gick till slutspelet. Där möttes tvåorna och treorna i kvartsfinalserier (divisionssemifinal) i bäst av 3 matcher. De vinnande lagen i kvartsfinalerna mötte divisionsvinnarna i semifinalserier (divisionsfinal) som avgjordes i bäst av 5 matcher medan finalserien (NBA-final) avgjordes i bäst av 7 matcher.
|  | Divisionssemifinaler | Divisionssemifinaler | Divisionssemifinaler |              |   | Divisionsfinaler | Divisionsfinaler | Divisionsfinaler |  |  | NBA-final | NBA-final  | NBA-final |
|  |                      |                      |                      |              |   |                  |                  |                  |  |  |           |            |           |
|  |                      |                      |                      |              |   |                  |                  |                  |  |  |           |            |           |
|  |                      | 1                    | Fort Wayne           | 3            |   |                  |                  |                  |  |  |           |            |           |
|  | Western Division     | 1                    | Fort Wayne           | 3            |   |                  |                  |                  |  |  |           |            |           |
|  |                      |                      | 3                    | St. Louis    | 2 |                  |                  |                  |  |  |           |            |           |
|  | 3                    | St. Louis            | 3                    | St. Louis    | 2 | 2                |                  |                  |  |  |           |            |           |
|  | 3                    | St. Louis            |                      |              |   | 2                |                  |                  |  |  |           |            |           |
|  | 2                    | Minneapolis          | 1                    |              |   |                  |                  |                  |  |  |           |            |           |
|  |                      |                      |                      |              |   |                  |                  |                  |  |  | W1        | Fort Wayne | 1         |
|  |                      |                      | E1                   | Philadelphia | 4 |                  |                  |                  |  |  |           |            |           |
|  |                      |                      |                      |              |   |                  |                  |                  |  |  |           |            |           |
|  |                      |                      |                      |              |   |                  |                  |                  |  |  |           |            |           |
|  |                      | 1                    | Philadelphia         | 3            |   |                  |                  |                  |  |  |           |            |           |
|  | Eastern Division     | 1                    | Philadelphia         | 3            |   |                  |                  |                  |  |  |           |            |           |
|  |                      |                      | 3                    | Syracuse     | 2 |                  |                  |                  |  |  |           |            |           |
|  | 3                    | Syracuse             | 3                    | Syracuse     | 2 | 2                |                  |                  |  |  |           |            |           |
|  | 3                    | Syracuse             |                      |              |   | 2                |                  |                  |  |  |           |            |           |
|  | 2                    | Boston               | 1                    |              |   |                  |                  |                  |  |  |           |            |           |

### NBA-final
Philadelphia Warriors mot Fort Wayne Pistons
| Match   | Datum   | Hemmalag     | Bortalag     | Resultat  |
| ------- | ------- | ------------ | ------------ | --------- |
| Match 1 | 31 mars | Philadelphia | Fort Wayne   | 98 - 94   |
| Match 2 | 1 april | Fort Wayne   | Philadelphia | 84 - 83   |
| Match 3 | 3 april | Philadelphia | Fort Wayne   | 100 - 96  |
| Match 4 | 5 april | Fort Wayne   | Philadelphia | 105 - 107 |
| Match 5 | 7 april | Philadelphia | Fort Wayne   | 99 - 88   |

Philadelphia Warriors vann finalserien med 4-1 i matcher